# HAWC

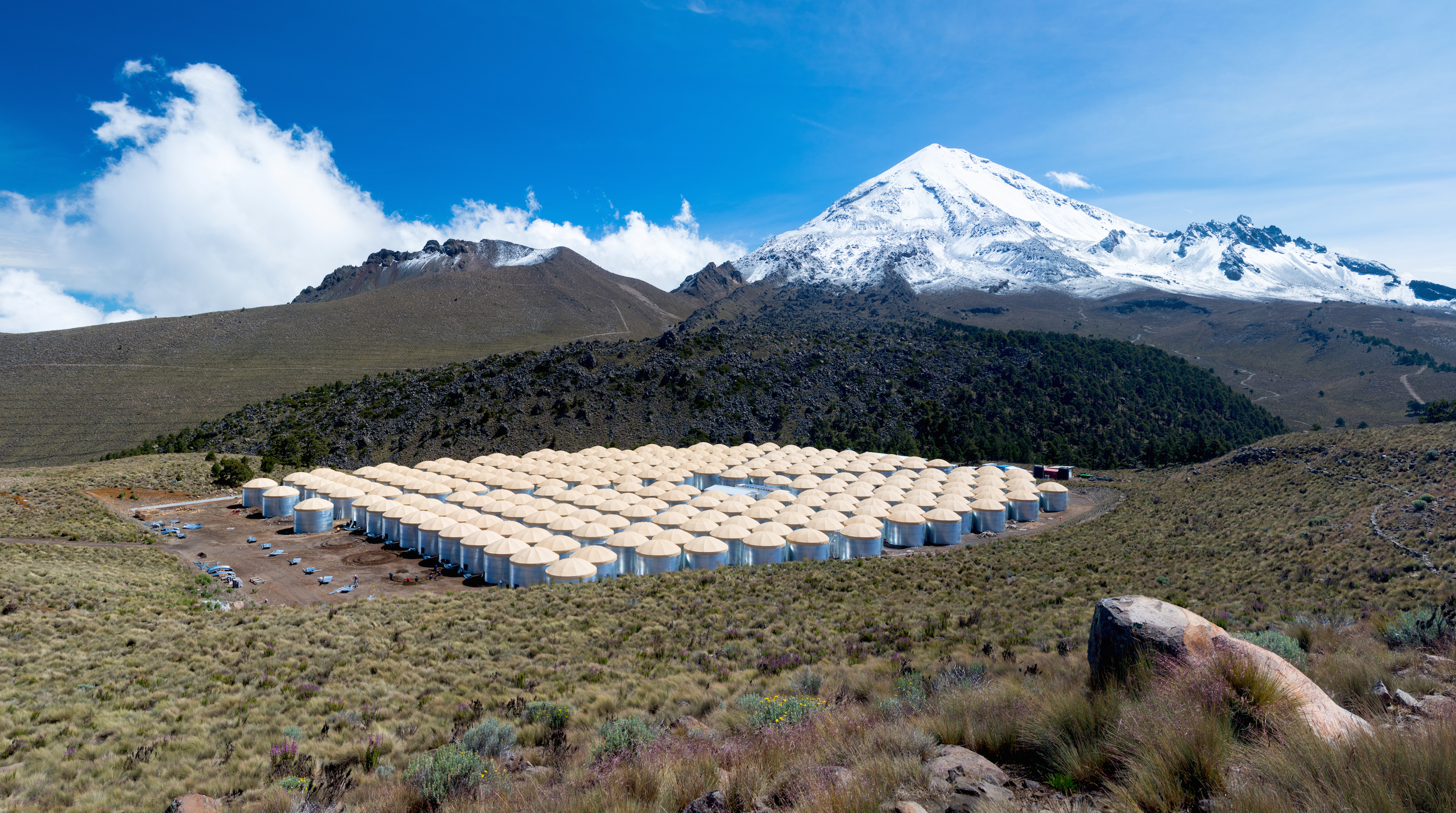
HAWC 14 серпня 2014 року

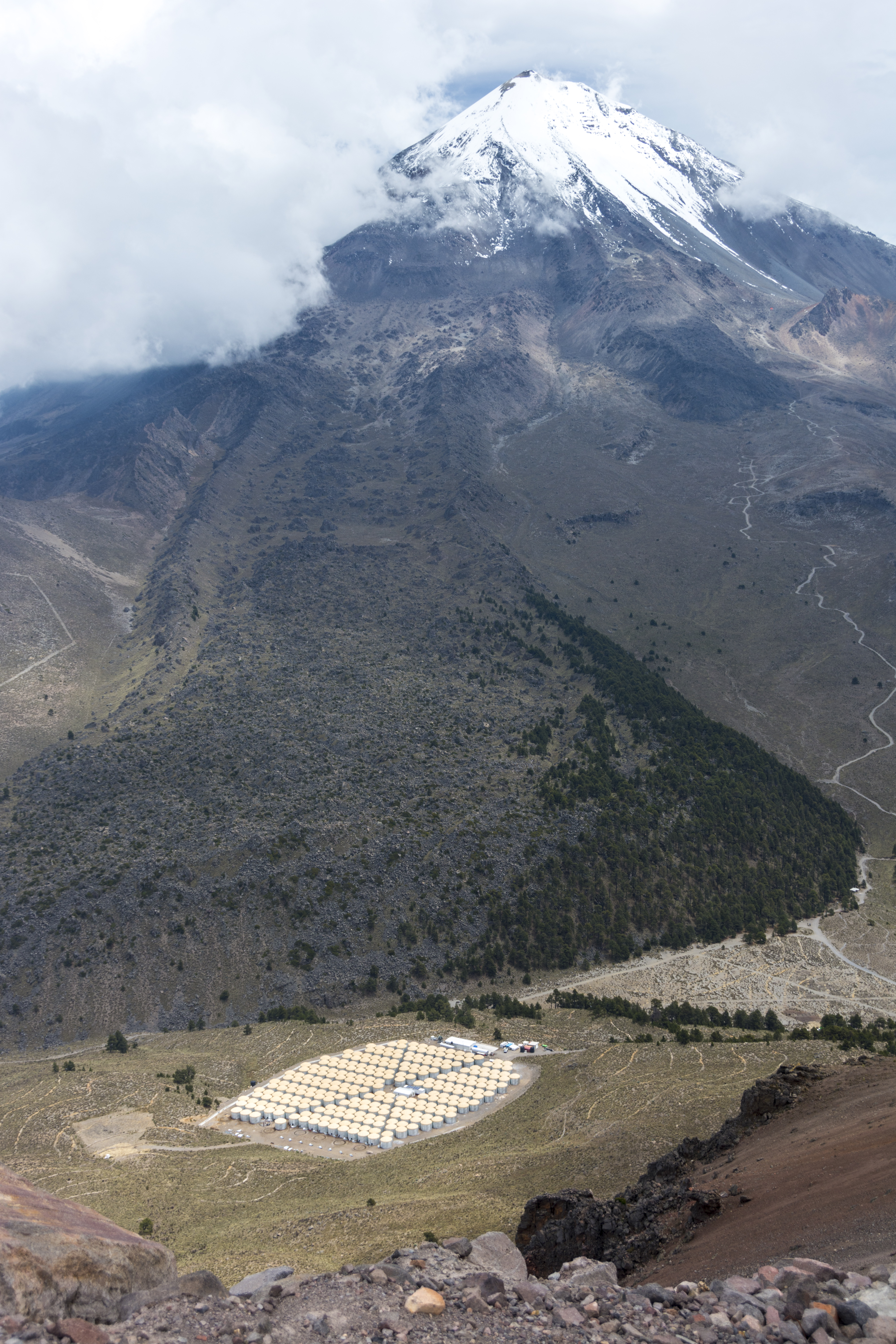
HAWC та гора Піко де Орісаба на задньому плані, серпень 2014 року

HAWC (англ. High Altitude Water Cherenkov Experiment, «висотний водний черенковський експеримент») — обсерваторія гамма- та космічних променів, розташована на схилах вулкана Сьєрра-Негра в мексиканському штаті Пуебла на висоті 4100 метрів. Є результатом співпраці багатьох американських і мексиканських університетів і наукових установ.

## Огляд
HAWC — це неперервно діючий гамма-телескоп із широким полем зору, який досліджує походження космічних променів, вивчає прискорення частинок в екстремальних фізичних середовищах і шукає нову фізику на енергіях порядку тераелектронвольт. HAWC був побудований на висоті 4100 м над рівнем моря в Мексиці у співпраці 15 американських і 12 мексиканських установ. Він працює на фінансування Національного наукового фонду США, Міністерства енергетики США та мексиканської агенції фінансування науки CONACyT. HAWC був завершений навесні 2015 року і складається з масиву з 300 водних черенковських детекторів. Він більш ніж на порядок перевищує за чутливістю свого попередника, Milagro.
HAWC спостерігає за північним небом і проводить спільні спостереження з іншими обсерваторіями, шукаючи одночасні події між своїми даними і результатами VERITAS, HESS, MAGIC, IceCube, CTA, космічного гамма-телескопа Фермі.
HAWC здатний виявляти різні типи джерел гамма-випромінювання, вимірювати їхні спектри та змінність і таким чином визначати механізми прискорення частинок до енерній порядку ТеВ. За рік спостережень HAWC може виміряти гамма-випромінювання в ТеВ-діапазоні із чутливістю 50 мКраб і достовірністю 5σ. HAWC здатний спостерігати жорсткі галактичні гамма-джерела, дифузне гамма-випромінювання з площини галактики, активні ядра галактик, найяскравіші гамма-спалахи.
У вересні 2015 року Бренда Дінгус з Лос-Аламосської національної лабораторії здобула грант на покращення HAWC шляхом додавання нових резервуарів ззовні основного масиву для реєстрації більших злив, утворених космічними променями вищої енергії. Це мало збільшити у 2-4 рази чутливість HAWC до частинок з енергією понад 10 ТеВ. Нові резервуари були завершені на початку 2018 року.

## Принцип дії
HAWC виявляє електромагнітне випромінювання від атмосферних злив, створених космічними променями високої енергії. HAWC чутливий до злив, створених космічними променями з енергією від 100 ГеВ до 50 ТеВ.
Гамма-промені високої енергії або частинки космічних променів, потрапляючи в атмосферу, можуть призводити до каскадного утворення нових частинок. Коли заряджені частинки у зливі рухаються крізь середовище зі швидкістю, що перевищує швидкість світла в цьому середовищі, виникає черенковське випромінювання, яке HAWC реєструє за допомогою датчиків світла. 
HAWC складається з великих металевих резервуарів 7,3 м завширшки і 5 м заввишки, що містять 188 000 літрів води у світлонепроникній оболонці. Всередині знаходяться чотири фотоелектронні помножувачі. Частинки високої енергії, що потрапляють у воду, призводять до появи черенковського випромінювання, яке реєструють фотоелектронні помножувачі. HAWC використовує різницю в часі надходження світла в різні резервуари для вимірювання напрямку первинної частинки. Розподіл подій за резервуарами дозволяє відрізняти гамма-кванти від адронів космічних променів. Так вдається скласти карту неба у гамма-діапазоні.
|               |
| HAWC зблизька |

|                   |
| Резервуар з водою |

|                        |
| Схема роботи детектора |